# ميسي رايدر
ميليسا «ميسي» رايدر (من مواليد 21 يونيو 1978) عارضة الأزياء الأمريكية. هي الشقيقة عارضة الأزياء الصغرى فرانكي رايدر. تم تسليط الضوء على حياتها المهنية من خلال ظهورها في العديد من المجلات الرائدة في مجال الأزياء مثل فوغ إيطاليا و فوغ إسبانيا و مجلة إل الفرنسية . إنها مرتبطة بأختها من خلال مختلف الحملات الإعلانية المطبوعة وعمل فتيات الغلاف المشترك.

## روابط خارجية
- ميسي رايدر على موقع دليل عارضات الأزياء (الإنجليزية)
- See Missy Rayder at: Fashion Model Directory, models.com, style.com, New York Magazine, One Thousand Models